# فالح الفیاض
فالح فیصل فهد الفیاض (عربی: فالح الفياض؛ زاده ۲۷ مارس ۱۹۵۶) سیاستمدار عراقی، رئیس و مشاور سابق شورای امنیت ملی و در حال حاضر، رئیس حشد شعبی است. او نیز بنیانگذار جنبش عطا است.

## زندگی‌نامه
فالح الفیاض، زاده ۱ فوریه ۱۹۵۶ در بغداد است. او مدرک کارشناسی را در «مهندسی برق» از دانشگاه موصل در سال ۱۹۷۷ دریافت کرد. او همچنین به عنوان مشاور شورای امنیت ملی عراق در دولت فدرال عراق خدمت کرده است.

## تحریم
روز ۸ ژانویه ۲۰۲۱، دفتر کنترل دارایی‌های خارجی وزارت خزانه‌داری آمریکا، فالح فیاض، رئیس کمیته حشد شعبی عراق و مشاور امنیت ملی سابق رئیس‌جمهور عراق را به‌خاطر نقش وی در نقض جدی حقوق بشر در فهرست تحریم قرار داد. الفیاض، بخشی از یک سلول بحران بود که در درجه نخست، رهبران شبه‌نظامی نیروهای حشد شعبی را در بر می‌گیرد و در اواخر سال ۲۰۱۹، با حمایت نیروی قدس سپاه پاسداران انقلاب اسلامی برای سرکوب اعتراضات عراق تشکیل شده است.